# Сангвинети, Эдоардо
Эдоардо Сангвинети (итал. Edoardo Sanguineti; 9 декабря 1930, Генуя — 18 мая 2010, Генуя) — итальянский писатель, переводчик, поэт, профессор итальянской литературы Генуэзского университета.

## Биография
В 1960-х годах был лидером неоавангардистского объединения Gruppo 63, основанного в 1963 году в Солунто.
Занимался художественным переводом (Джеймс Джойс, Мольер, Шекспир, Брехт, а также греческая и латинская литература).
В 1979—1983 годах был членом Палаты депутатов в итальянском парламенте, избранным как независимый кандидат от Итальянской коммунистической партии.
Похоронен в родном городе на кладбище Стальено.